# Rachael Harris
Rachael Elaine Harris (Worthington, Ohio; 12 de enero de 1968) es una actriz y comediante estadounidense. Es conocida por sus numerosos papeles actorales, como la Dra. Linda Martin en la serie de televisión Lucifer o Nora Parker en la serie Goosebumps, y como estrella invitada en numerosos programas de televisión.

## Biografía

### Primeros años
Se graduó de la escuela secundaria Worthington —renombrada Thomas Worthington. Se graduó de la Universidad Otterbein, donde se especializó en teatro, en 1989.

### Carrera
Harris realizó con el grupo de teatro improvisacional de Los Ángeles, California, los Groundlings, y enseñó durante un tiempo con la escuela Groundlings. Debutó en la televisión en el episodio de 1993 de SeaQuest DVS.
Después de una aparición en Star Trek: Voyager en 1997, Harris estuvo en un papel recurrente en la serie Sister, Sister. Otros créditos en televisión incluyeron un tiempo como corresponsal para The Daily Show (2002-2003), como también en papeles en The Sarah Silverman Program, Reno 911!, The West Wing, Friends, Curb Your Enthusiasm, Monk, CSI: Crime Scene Investigation y en noviembre de 2008, en Desperate Housewives.
Harris interpretó en un papel de Kevyn Shecket, la maquilladora personal de Kirstie Alley, en Fat Actress en el 2005. Interpretó a Cooper en la serie Notes from the Underbelly.
Sus créditos cinematográficos incluyen papeles en Best in Show,, A Mighty Wind, For Your Consideration, Starsky y Hutch, Kicking & Screaming, y Daddy Day Care. En el 2009, protagonizó a Melissa en la película The Hangover, novia de Ed Helms. Previamente había trabajado con Helms en The Daily Show. En el 2010, interpretó a la madre de Greg en la película Diary of a Wimpy Kid
Harris presentó Smoking Gun en 2004, y ha hecho múltiples apariciones en documentales de VH1, como I Love the '80s, I Love the '90s, y Best Week Ever.
El trabajo comercial de televisión de Harris incluyen Dinty Morre, Avis, Expedia, Quaker Oats, T-Mobile, Geico, y un comercial de Super Bowl para el censo de los Estados Unidos de 2010. Es la voz de la tortuga Karolyn Slowsky en los comerciales de televisión Comcast Slowskys.
Harris ha firmado para la cadena de ABC Cougar Town, lo confirmó TVGuide.com. Interpreta a Shanna, una mujer que la red la describe por ser la 'enemiga' de Jules. También en ABC, hizo una aparición en Modern Family, en el episodio «Caught in the Act».

## Filmografía
| Película   | Película                                  | Película                   | Película                                      |
| Año        | Película                                  | Papel                      | Notas                                         |
| ---------- | ----------------------------------------- | -------------------------- | --------------------------------------------- |
| 1992       | Treehouse Trolls Forest of Fun and Wonder | Mamá                       |                                               |
| 1995       | Cellblock Sisters: Banished Behind Bars   | May de joven               |                                               |
| 1996       | The Disappearance of Kevin Johnson        | Mesera # II                |                                               |
| 2009       | The Hangover                              | Melissa                    |                                               |
| 2010       | Diary of a Wimpy Kid                      | Susan Heffley              |                                               |
| 2011       | Diary of a Wimpy Kid 2: Rodrick Rules     | Susan Heffley              |                                               |
| 2011       | Natural Selection                         | Linda                      |                                               |
| 2012       | Diary of a Wimpy Kid 3: Dog Days          | Susan Heffley              |                                               |
| 2013       | Diary of a Wimpy Kid 4: Cabin Fever       | Susan Heffley              |                                               |
| 2014       | Night at the Museum: Secret of the Tomb   | Madeline Phelps            |                                               |
| 2023       | Papás a la antigua                        | Dr. Lois Schmieckel-Turner |                                               |
| 2024       | Unfrosted                                 | Anna                       |                                               |
| 2024       | La madre de la novia                      | Janice                     |                                               |
| Televisión |                                           |                            |                                               |
| Año        | Título                                    | Papel                      | Notas                                         |
| 1993       | SeaQuest DSV                              | Rose                       | 1 episodio                                    |
| 1997       | Star Trek: Voyager                        | Martis                     | 1 episodio                                    |
| 2002       | Friends                                   | Julie                      | 1 episodio, "The One Where Rachel Has a Baby" |
| 2005       | Monk                                      | Cpl. Alice Westergen       | 1 episodio, "Mr. Monk And the Secret Santa"   |
| 2007       | The New Adventures of Old Christine       | Claire                     | 1 episodio, "My Big Fat Sober Wedding"        |
| 2008       | Desesperate Housewives                    | Sandra Beerch              | 1 episodio, "City on Fire"                    |
| 2008       | CSI: Crime Scene Investigation            | Megan Kupowski             | 1 episodio, "Two and a Half Deaths"           |
| 2010       | My Boys                                   | Marcia                     |                                               |
| 2011       | Modern Family                             | Amelia                     | 1 episodio, "Caught in the Act"               |
| 2012-2019  | Suits                                     | Sheila Sazs                | Varios episodios                              |
| 2014       | Surviving Jack                            | Rachel Dunlevy             |                                               |
| 2014       | The good wife                             | Franny Zissis              |                                               |
| 2016-2021  | Lucifer                                   | Linda Martin               | Elenco Principal                              |
| 2022       | The Sex Lives of College Girls            | Dean Miller                | 1 episodio                                    |
| 2022       | Ghosts                                    | Sheryl                     | 1 episodio                                    |
| 2023       | Goosebumps                                | Nora                       |                                               |